# هيلين كاربانوف
هيلين كاربانوف (ولدت في 29 ديسمبر 2004) هي لاعبة جمباز إيقاعي فردي فرنسية من أصل كازاخستاني وروسي. وهي بطلة فرنسا الوطنية الشاملة لعام 2024 وحاصلة على الميدالية البرونزية لعام 2022. تنافست في دورة الألعاب الأولمبية الصيفية 2024 في باريس في حدث الجمباز الإيقاعي الفردي الشامل واحتلت المركز السابع عشر في التصفيات.

## مسيرتها
بدأت كاربانوف ممارسة الجمباز الإيقاعي في سن الثامنة. تنافست لأول مرة في هذه الرياضة عام 2013 مع ناديها كاليه جي آر إس.

## فئة الناشئات
في موسمها الأول مع الناشئات، فازت بالميدالية الفضية في البطولة الوطنية الفرنسية للجمباز الشامل خلف فاليري رومينسكي، على الرغم من أنها كانت لا تزال تحمل الجنسية الروسية آنذاك.. في يناير 2018 حصلت على الجنسية الفرنسية. بعد أن تمكنت من المنافسة دوليًا باسم فرنسا، تم اختيارها لتمثيل بلدها في بطولة أوروبا للجمباز الإيقاعي 2018 في غوادالاخارا، إسبانيا. احتلت المركز الثامن في مسابقة الفرق، والمركز التاسع والعشرين بالكرة، والمركز الثلاثين بالهراوات.
في عام 2019 أصبحت بطلة فرنسا للناشئين في الجمباز الإيقاعي الشامل، كما فازت بالميدالية الفضية بالكرة والبرونزية بالشريط.تم اختيارها للمنافسة في بطولة العالم للجمباز الإيقاعي للناشئين 2019 في موسكو، روسيا. شاركت بالهراوات والشرائط، حيث احتلت المركزين التاسع والحادي عشر على التوالي. حصلت بولينا موراشكو من إستونيا على نفس مجموع نقاطها في الهراوات، لكن لاعبة الجمباز الإستونية تمكنت من الوصول إلى النهائي بفضل مجموع نقاطها الأفضل في التنفيذ كنقطة فاصلة.

### كبار
في عام 2022، شاركت ضمن الفريق الفرنسي الذي تنافس في بطولة أوروبا 2022 في تل أبيب، إسرائيل، وحصلت على المركز السابع في مسابقة الفرق. كما احتلت المركز الثالث عشر في نهائي كل الأجهزة، وتأهلت لنهائي الشريط، حيث احتلت المركز السابع. في ذلك العام، شاركت لأول مرة أيضًا في بطولة العالم. أقيمت المسابقة في صوفيا، بلغاريا، وحصلت على المركز الثاني والعشرين في تصفيات كل الأجهزة.
في عام 2023، شاركت في كأس التحدي العالمي بورتيماو، حيث احتلت المركز الثامن في كل الأجهزة، وفازت بالميدالية الفضية في نهائي الشريط. في بطولة العالم 2023، احتلت المركز الثالث عشر في التصفيات الشاملة وتأهلت إلى النهائي الشامل، حيث احتلت المركز السابع عشر.
في عام 2024، دخلت مرحلة كأس العالم في صوفيا، حيث احتلت المركز السادس عشر. في مايو، شاركت في بطولة أوروبا للجمباز الإيقاعي 2024 في بودابست، المجر، وحصلت على المركز الخامس عشر في نهائي كل الأجهزة. وفي يونيو، فازت بأول لقب لها في بطولة فرنسا للجمباز الإيقاعي الوطنية للكبار أمام مايل ميليه.
في أغسطس، شاركت في حدث  جمباز فردي إيقاعي شامل للسيدات ضمن دورة الألعاب الأولمبية الصيفية 2024 في باريس ، احتلت المركز السابع عشر في جولة التصفيات ولم تتمكن من التأهل إلى الجولة النهائي.